# آرتس موندی
آرتس موندی (انگلیسی: arts of the world، لاتین: Artes Mundi) یک سازمان هنری بین‌المللی است که در کاردیف، ولز مستقر است. این نهاد در سال ۲۰۰۲ تأسیس شد و متعهد به حمایت از هنرمندان تجسمی معاصر بین‌المللی است که آثارشان با با واقعیت اجتماعی و تجربه زندگی درهم‌تنیده‌است. نمایشگاه و جایزه آرتس موندی هر دو سال یکبار (دوسالانه) برگزار می‌شود و برنامه‌هایی از پروژه‌های توسعه و یادگیری را در کنار نمایشگاه عمومی و اهدای جوایز اجرا می‌کند.
ازجمله برندگان این جایزه عبارتند از:
- ۲۰۰۴ (آرتس موندی ۱)، شو بینگ (چین)[۲]
- ۲۰۰۶ (آرتس موندی ۲)، ایا-لیسا آتهیلا (فنلاند)[۳]
- ۲۰۱۵ (آرتس موندی ۶)، تیستر گیتس (ایالات متحده آمریکا)، که اعلام کرد جایزه ۴۰ هزار پوندی خود را با نامزدهای دیگر تقسیم خواهد کرد.[۴][۵]
- ۲۰۱۹ (آرتس موندی ۸)، اپیچاتپونگ ویراستاکول (تایلند)[۶]